# Питерс, Джелани
Джелани Питерс (англ. Jelani Peters; 17 декабря 1993, Порт-оф-Спейн, Тринидад и Тобаго) — тринидадский футболист, защитник.

## Карьера

### Клубная
Питерс начинал свою карьеру на родине в клубах «Сент-Эннс Рейнджерс» и «Дабл-Ю Коннекшн».
3 апреля 2017 года канадский клуб «Торонто II» из USL подписал двух тринидадцев — Айкима Эндрюса на постоянной основе и Джелани Питерса на правах аренды. Сыграв в двух матчах, 19 мая Питерс заключил постоянный контракт с «Торонто II».
29 апреля 2021 года защитник присоединился к американскому клубу «Питтсбург Риверхаундс» из Чемпионшипа USL, подписав однолетний контракт на сезон 2021 с опцией продления на сезон 2022. 1 сентября в матче против «Нью-Йорк Ред Буллз II» он забил свой первый гол за «Хаундс».
20 января 2023 года Питерс подписал многолетний контракт с клубом «Мемфис 901».

### В сборной
Впервые в сборную Тринидада и Тобаго Джелани Питерс был вызван в ноябре 2016 года перед матчами отборочного турнира к чемпионату мира 2018 года в России против Коста-Рики и Гондураса. Однако сыграть первый матч за национальную команду он смог только почти через пять лет. 3 июля 2021 года защитник дебютировал за тринидадцев в поединке Тринидад и Тобаго в поединке отборочного турнира Золотого кубка КОНКАКАФ против Монтсеррата (6:1).